# Mietshäuser Bundschuhstraße 5 und 7

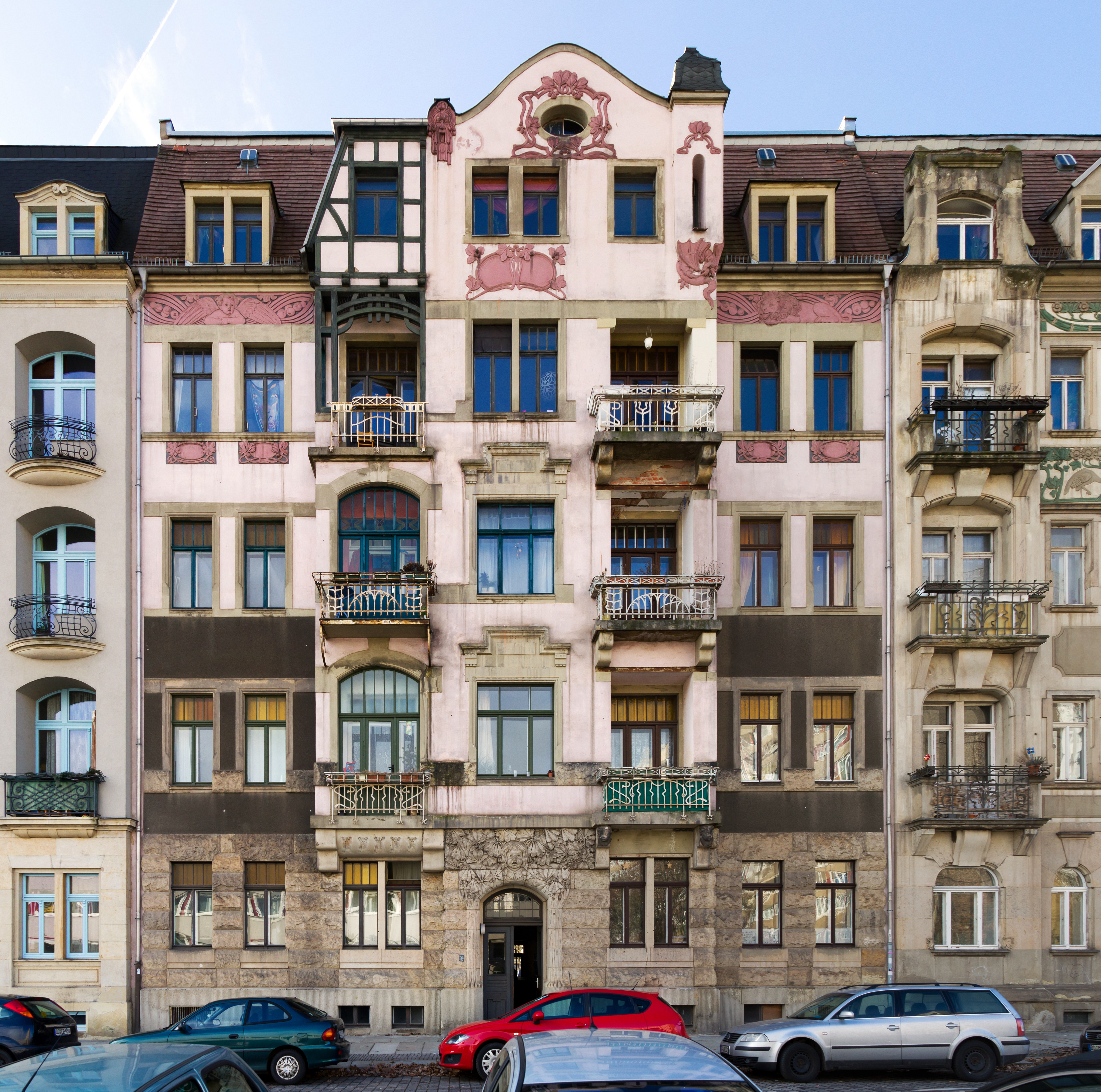
Bundschuhstraße 5

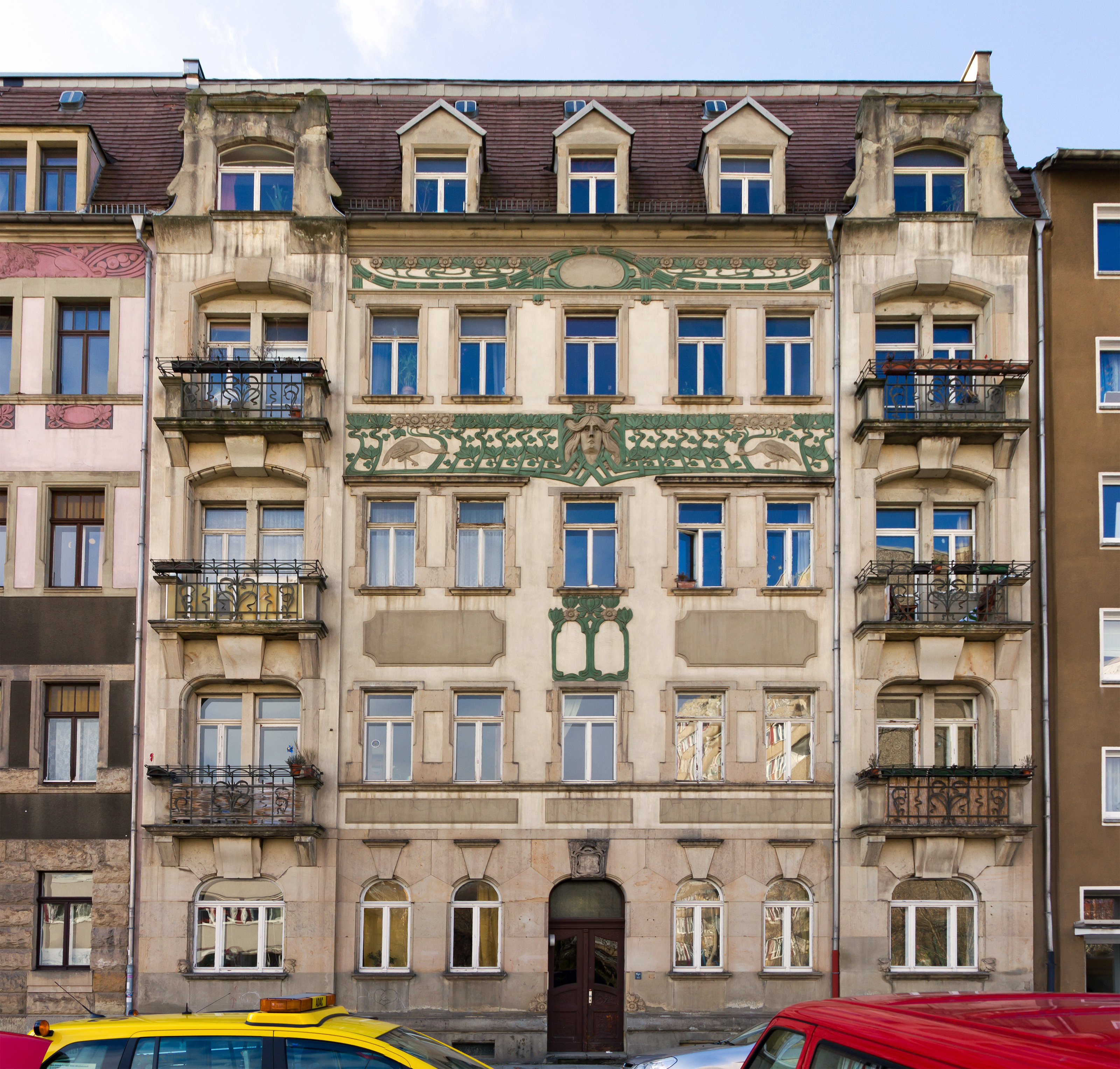
Bundschuhstraße 7

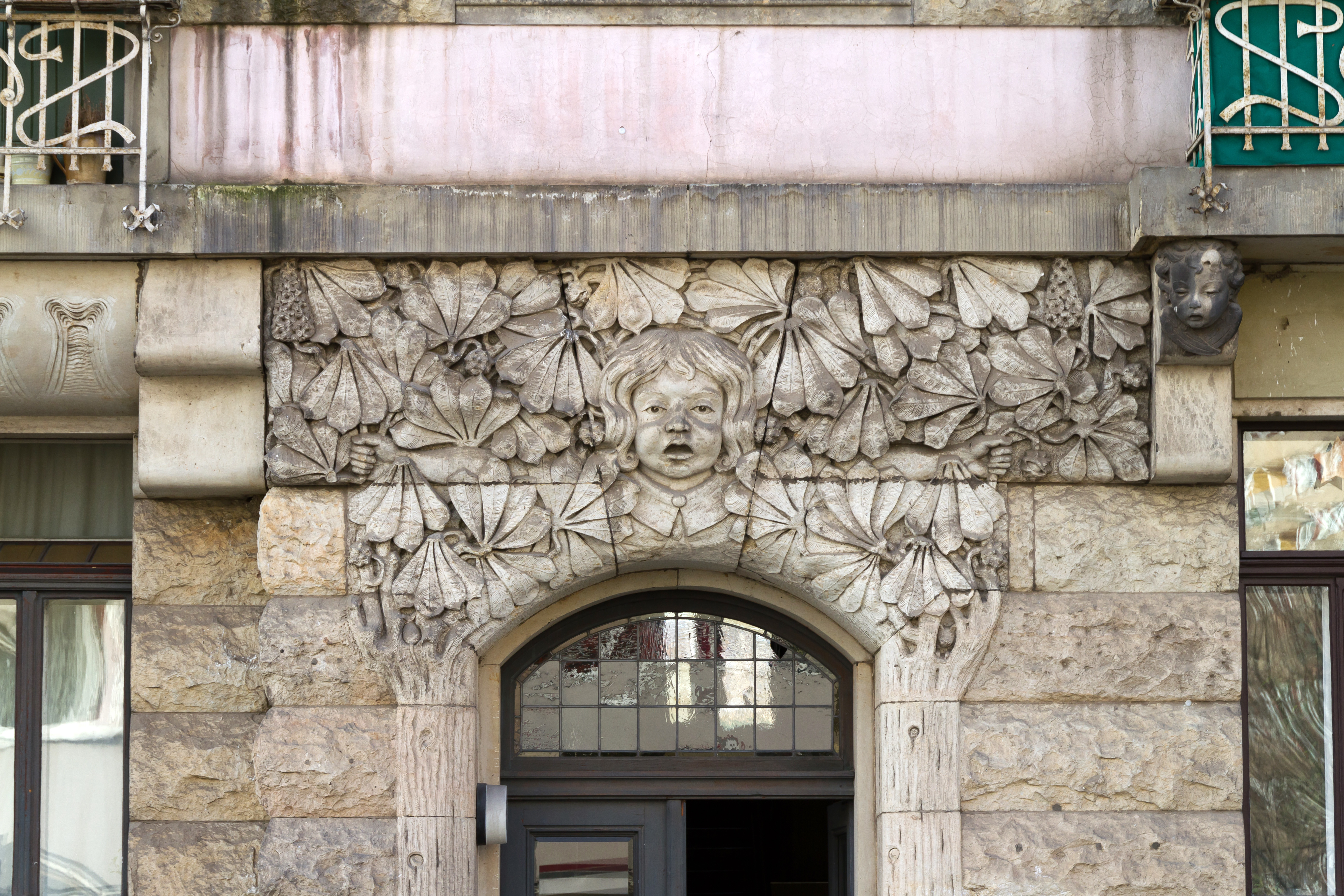
Portal der Bundschuhstraße 5

Die Mietshäuser Bundschuhstraße 5 und 7 sind zwei denkmalgeschützte Jugendstilgebäude im Dresdner Stadtteil Johannstadt. Beide Häuser sind Teil einer geschlossenen Bebauung und wurden 1903 errichtet. Bauherr und vermutlich auch Planer der Gebäude war Baumeister Carl Clemens Türke.

## Beschreibung

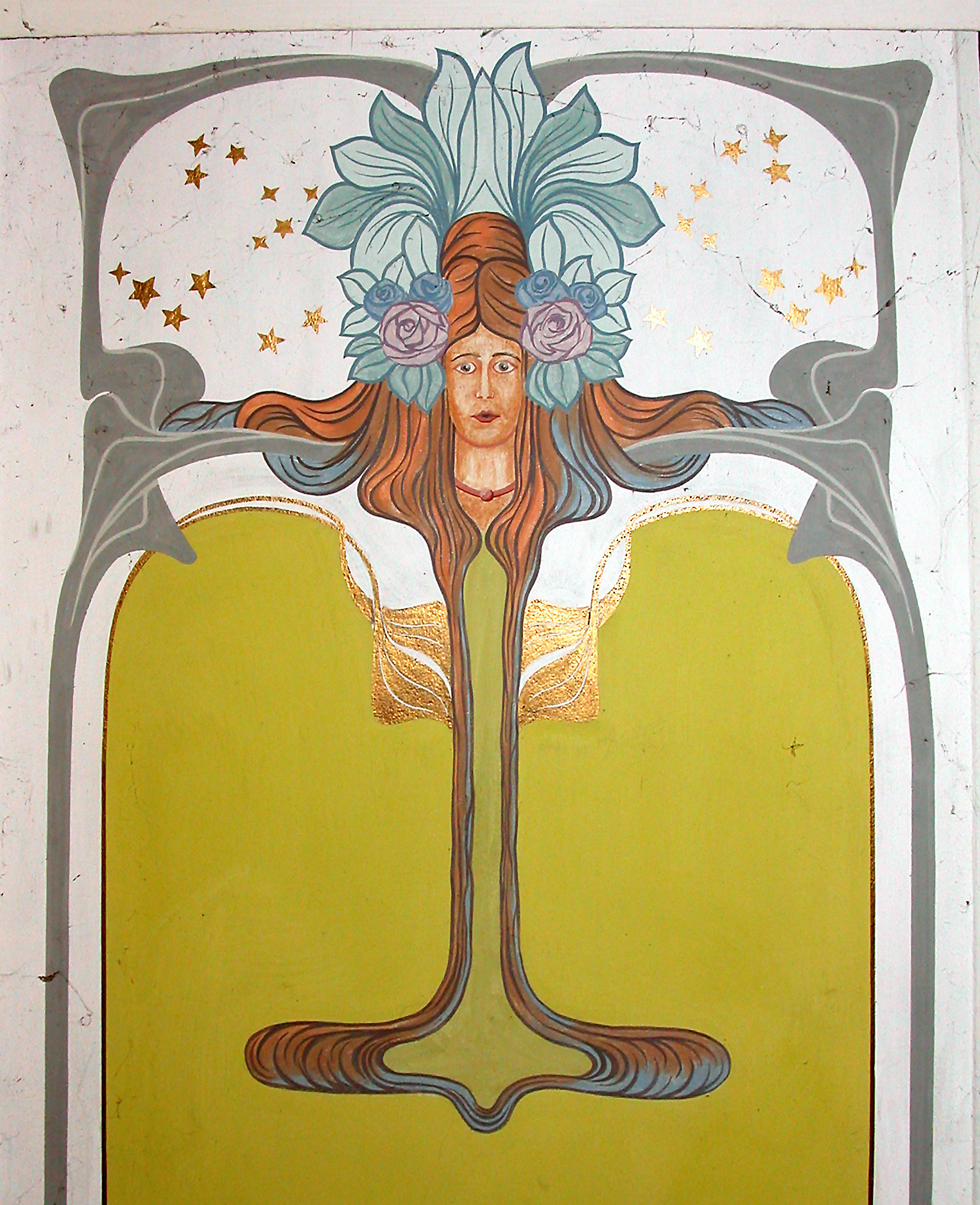
Bundschuhstraße 7

Während Helas/Peltz die Fassade der viergeschossigen Gebäude als in der herkömmlichen Weise des späten Historismus strukturiert beschreiben, bemerkt Matthias Donath beim Haus Nummer 5 ein „bewusstes Aufbrechen“ der Symmetrie im Sinne des Jugendstil insbesondere im zum Teil in Fachwerk ausgeführten Giebelbereich des ab dem ersten Obergeschoss sich über die gesamte Gebäudehöhe erstreckenden Erkers. Beide Gebäude verfügen über sieben Fensterachsen. Haus Nummer 5 wird durch den drei Achsen breiten Erker vertikal strukturiert, hier befinden sich auch die acht Balkone der Gebäudefront. Haus Nummer 7 hingegen wird durch zwei einachsige Seitenrisalite mit Balkonen in jedem Obergeschoss strukturiert. Die Risalite werden von Zwerchgiebeln gekrönt.
Auffällig ist der Fassadenschmuck beider Gebäude. Das linke Haus (Nummer 5) zeigt roten Schmuck auf hellrosa Grund, insbesondere unter den Fenstern des dritten Obergeschosses und in einem breiten Band unter dem Dachgesims beiderseits des Erkers. Dargestellt wird links eine geflügelte Putte, rechts ein ruhender Löwe. Der Giebel des Erkers zeigt neben diversen floralen Verzierungen einen jugendstiligen Fratzenkopf und einen Drachen. Haus Nummer 7 zeigt insgesamt symmetrisch angeordneten Schmuck, insbesondere ein friesartiges Band grüner Blumen, an beiden Seiten jeweils ein Pfau, der sich auf den in der Mitte befindlichen großen Frauenkopf zuzubewegen scheint. 
Am auffälligsten ist wohl der aus Sandstein gehauene Schmuck des Einganges von Bundschuhstraße 5: Ein rufender Frauenkopf inmitten nur leicht stilisierten Kastanienlaubs. Das Motiv des aus einem Blätterwald herausrufenden Frauenkopfes findet sich in abgewandelter Ausführung an mehreren Dresdner Gebäuden, so etwa am Wohnhaus Katharinenstraße 1 in der Äußeren Neustadt, das ebenfalls 1903 errichtet wurde. Zum ersten Mal wurde das Motiv vermutlich 1897 über dem Portal des Hauses König-Albert-Straße 29 (heute Albertstraße; das Haus wurde im Krieg zerstört) verwendet. Es war eine Arbeit des Dresdner Bildhauers Eduard Jungbluth, die Urheberschaft ist unklar.
Der Schmuck von Hausflur und Treppenhaus beider Gebäude weist ebenfalls deutliche Merkmale des Jugendstils auf. Die Wände im Flur von Haus Bundschuhstraße 5 sind in schlichtem Weiß gehalten, es finden sich sparsam eingesetzte Stuckaturen, so schmücken etwa stilisierte Blumen die Sockel, die den Unterzug des Flurs halten. Mitten im sehr geräumigen Entree des Hausflurs befindet sich ein Brunnen, an dessen beiden Seiten Stufen zu den Wohnungen des Erdgeschosses führen. Die Wand des Brunnens ist mit einer nackten Frauenfigur inmitten von Blumen geschmückt.
Der Hausflur des Hauses Bundschuhstraße 7 enthält keinen Brunnen, ist stattdessen aber reich bemalt. So findet sich der Frauenkopf der Fassade auch an der Decke des Treppenhauses, dazu eine reiche Ornamentik ganz in Formen des Jugendstils.